# Margarita Arias de Correas
Margarita Arias Cevallos (Córdoba, 22 de juliol de 1771 - ca. 1 novembre 1833), coneguda pel nom de casada Margarita Arias de Correas, va ser una matrona argentina, considerada una de les patrícies col·laboradores amb la causa independentista.
Va néixer a Córdoba el 22 de juliol de 1771, filla de Juan Arias i Rosa Cevallos. Es va casar amb José Orencio Correas Sotomayor, terratinent amb propietaris als camps de Jesús María, amb qui va tenir diversos fills, entre ells Félix i Rafael. Va ser una de les matrones argentines que el 1810 van lliurar les seves joies i altres objectes de valor per comprar armes, alhora que va treure de l'escola els seus fills i els va oferir al govern de la república com a soldats. Hom en destaca que el 9 de juliol de 1816 va acollir a casa seva a José de San Martín i altres líders independentistes, i dos anys més tard, el 1818, juntament amb altres dones cordobeses, va enviar-li una carta de suport a la seva causa. Eventualment, els seus fills van morir durant una de les guerres civils argentines contra el general Facundo Quiroga. Va morir vers l'1 de novembre, quan se'n va celebrar el funeral.